# Chasmias major
Chasmias major là một loài tò vò trong họ Ichneumonidae.